# Paitoon Nontadee
Paitoon Nontadee (tiếng Thái: ไพฑูรย์ นนทะดี, sinh ngày 11 tháng 8 năm 1987), còn được biết với tên đơn giản Aum (tiếng Thái: อุ้ม) là một cầu thủ bóng đá người Thái Lan thi đấu ở vị trí tiền vệ chạy cánh.

## Sự nghiệp quốc tế
Anh có màn ra mắt cho đội tuyển quốc gia Thái Lan vào tháng 5 năm 2010 trước Nam Phi.

### Quốc tế
Tính đến 12 tháng 11 năm 2015
| Đội tuyển quốc gia | Năm  | Số trận | Bàn thắng |
| ------------------ | ---- | ------- | --------- |
| Thái Lan           | 2010 | 1       | 0         |
| Thái Lan           | Tổng | 1       | 0         |

## Danh hiệu

### Câu lạc bộ
Muangthong United
- Giải bóng đá Ngoại hạng Thái Lan (1): 2010
- Cúp Hoàng gia Kor (1): 2010